# یون‌وو
لی دا-بین (کره‌ای: 이다빈؛ زادهٔ ۱ اوت ۱۹۹۶) که بیشتر با نام هنری یون‌وو (کره‌ای: 연우) شناخته می‌شود، خواننده و بازیگر اهل کره جنوبی زیر نظر ام‌ال‌دی انترتینمنت است. او بیشتر به عنوان عضو سابق گروه دخترانهٔ مومولند شناخته می‌شود. یون‌وو در مجموعه‌های تلویزیونی مانند پگاسوس مارکت (۲۰۱۹)، تاچ (۲۰۲۰) و اگه میتونی خیانت کن (۲۰۲۰)، دالی و شاهزاده از خود راضی، (۲۰۲۱) بازی کرده‌است.